# Кислинський Едуард Вікторович
Едуард Вікторович Кислинський (нар. 27 лютого 1967, Донецьк, Україна — 14 квітня 2017, Тернопіль) — український фотохудожник. Член спілки фотохудожників України (2007), Міжнародної, Американської та Британської організацій фотохудожників.

## Життєпис
Едуард Вікторович Кислинський народився 27 лютого 1967 року в місті Донецьку, тоді Українська РСР.
Закінчив Тульський лісогосподарський технікум, Народний університет мистецтв у Москві (1992).
Працював у Костромській області. Під час військової служби потрапив у Німеччину, де прожив кілька років. Повертаючись із-за кордону, завітав у гості до знайомого в Тернопіль. Місто його зачарувало і тут він замешкав. Працював фотомонтажистом в обласній друкарні, у ТОВ «Поліграфіст» (1991—1993).
1994—1997 — фотокоресподент газети «Вільна думка».
Одружився з тернополянкою, виховували доньку.
Помер 14 квітня 2017 року в місті Тернополі після важкої невиліковної хвороби.

## Творчість
Від 1997 — на творчій роботі.
Від 2006 є учасником і переможцем Всеукраїнського і міжнародного фотоконкурсів та виставок.
Світлинами Едуарда Кислинського проілюстроване енциклопедичне видання «Тернопільщина. Історія міст і сіл».

## Відзнаки
- золоті медалі на фотовиставках (2007 — Австрія, Канада; 2008 — США, Люксембург);
- срібна і бронзова медаль (2007, Австрія);
- голубі стрічки FIAP (2007 — Канада; 2008 — США, Англія);
- переможець фотоконкурсів (2006—2008, Київ) та інших.